# Chiesa dell'Angelo Custode (Palermo)
La chiesa dell'Angelo Custode al Papireto è un edificio di culto ubicato nel centro storico di Palermo all'angolo tra via Matteo Bonello e via dei Carrettieri.

## Storia
Titolare del luogo di culto altrimenti noto come Oratorio degli Angeli Custodi è la Congregazione degli Staffieri. L'edificio ha connotazioni post-barocche.
1699, La Congregazione del Santo Angelo Custode, detta degli «Staffieri» era in origine ospitata nella chiesa della Madonna delle Raccomandate, in seguito nella chiesa della Madonna dell'Itria alla Ferraria, entrambi gli edifici non sono più esistenti. All'inizio del XVIII secolo i confrati fabbricarono una piccola chiesa in contrada «Papireto», che fu aperta al pubblico l'8 luglio 1701. Negli anni successivi la Congregazione decise di costruire una chiesa più grande sopra quella già esistente pertanto i primitivi locali furono trasformati in cripta.
L'edificio si sviluppa su due livelli, in basso chiuso da un cancello delimitato da due rampe di scale che portano all'aula superiore, c'è una grande camera col tetto a volta: l'antica chiesa e odierna cripta della confraternita. Le scale convergono entrambe all'ingresso, al piano superiore la chiesa dell'Angelo Custode.
La chiesa è documentata presso il monastero benedettino di San Benedetto e San Luigi quando quest'ultimo aveva la sede nel quartiere «Papireto».
- 1998, La congregazione ha ottenuto il riconoscimento di persona giuridica dal Ministero degli Interni. I locali si prestano per i numerosi concerti di musica classica organizzati col sostegno del Conservatorio Alessandro Scarlatti.

## Navata

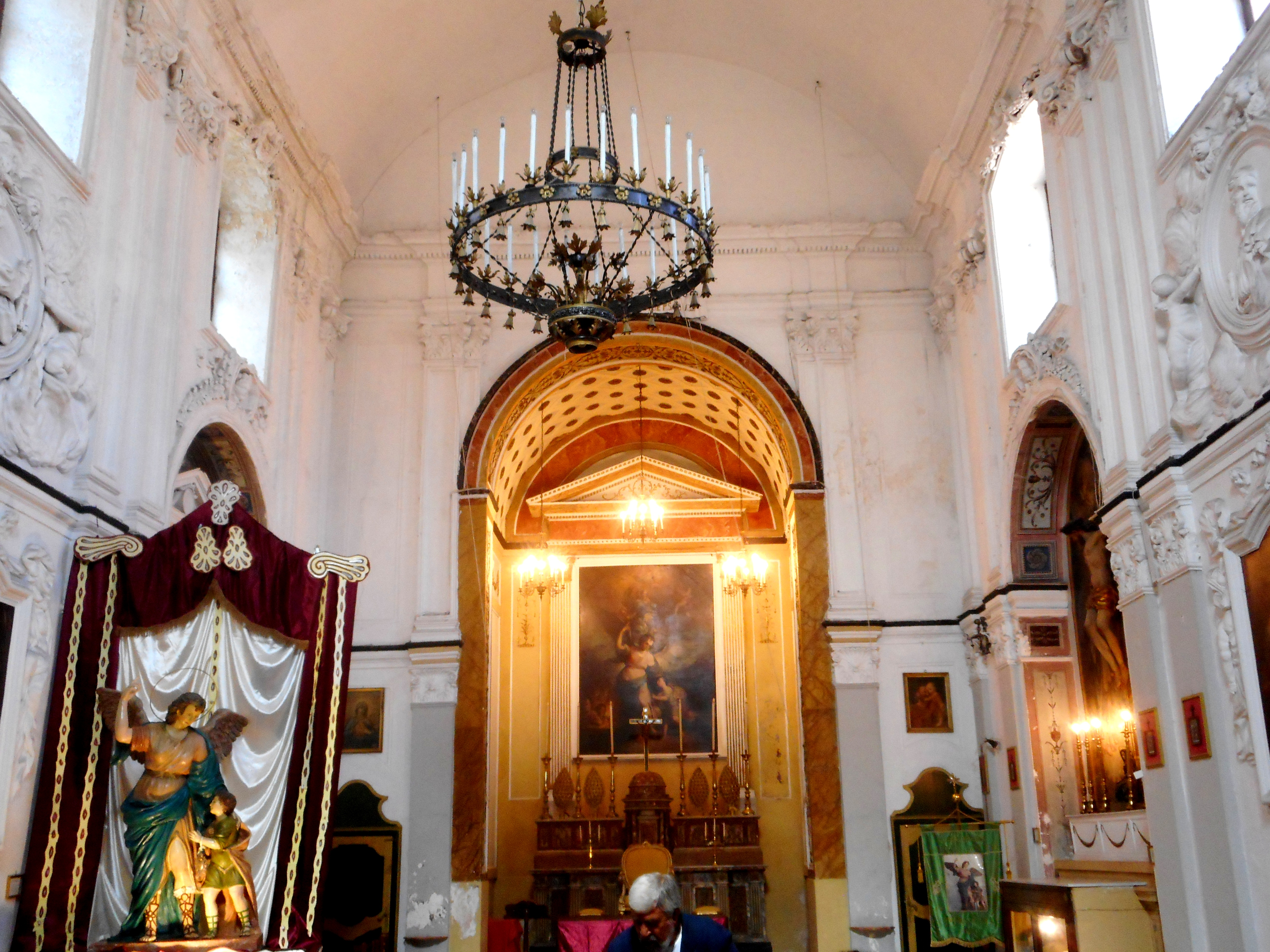
Interno della chiesa

La chiesa ha una struttura architettonica a navata unica, con cinque altari. All'ingresso è collocata la cantoria in legno di stile misto tra rococò e neoclassico.
- Parete sinistra:
  - Prima campata: Cappella della Vergine. Sull'altare il dipinto Madonna degli staffieri realizzato nel XVIII secolo da Gioacchino Martorana, raffigurante il sogno di San Danaroso.
  - Seconda campata: Cappella di Sant'Agata. Sull'altare il dipinto Sant'Agata in Carcere di ignoto. Secondo alcune fonti, l'opera verosimilmente raffigurerebbe "Agar", la schiava di Abramo.
  - Terza campata: Cappella di Sant'Ignazio di Loyola. Sull'altare il dipinto Sant'Ignazio di Loyola, d'autore ignoto, l'opera raffigurerebbe in realtà San Gaetanino.
- Parete destra:
  - Prima campata: Cappella del Santissimo Crocifisso. Sull'altare Crocifisso scultura lignea d'autore ignoto. Sotto la scultura, nella parete è dipinta la Triade Dolorosa.
  - Seconda campata: Cappella di San Pietro. Sull'altare il dipinto San Pietro liberato dall'Angelo d'autore ignoto del XVIII secolo.
  - Terza campata: Cappella di San Michele Arcangelo. Sull'altare il dipinto di San Michele Arcangelo, del XVIII secolo d'autore ignoto. In basso è presente la scultura in cera raffigurante l'Assunta, del XIX secolo.

Al centro dell'altare maggiore si trova il dipinto dell'Angelo Custode, opera del pittore siciliano Michelangelo Cimino.
In sacrestia è presente il dipinto in ardesia raffigurante la Madonna di Trapani con San Giuseppe e Santa Rosalia del XVII secolo d'autore ignoto.

## Cripta dell'Angelo Custode
- Primitivo luogo di culto con lo stesso titolo.

## Congregazione degli Staffieri
- 1699.